# Parafia Przemienienia Pańskiego w Łodzi
Parafia Przemienienia Pańskiego w Łodzi – rzymskokatolicka parafia położona w dekanacie Łódź-Chojny-Dąbrowa archidiecezji łódzkiej.

## Historia parafii
W czerwcu 1905 roku wzniesiono niewielką kaplicę jako filię chojeńskiej parafii św. Wojciecha. W 1915 roku bp Stanisław Zdzitowiecki erygował samodzielną parafię. Od września 1918 przez rok w parafii jako wikariusz pracował ks. Ignacy Skorupka.
Zrzesza ok. 17 000 mieszkańców. Ostatnia wizyta pasterska odbyła się w 2014 roku i sprawowana była przez bp Ireneusza Pękalskiego. Kościół parafialny umiejscowiony jest na rogu ulic Rzgowskiej i Władysława Broniewskiego w Łodzi.
Plebania parafii została wybudowana w 1914 roku.

## Kaplice na terenie parafii
- Kaplica w Centrum Służby Rodzinie, ul. Broniewskiego 1a
- Kaplica w Domu Sióstr Honoratek, ul. Lokatorska 12

## Duszpasterstwo

### Proboszczowie
- ks. Ryszard Malinowski 1915–1922
- ks. Stefan Jerin 1922–1927
- ks. Stefan Rylski 1928–1937
- ks. Stanisław Suchański 1937–1942
- ks. Józef Orłowski 1945–1952
- ks. prałat Edmund Bielicki 1952–1978
- ks. infułat Józef Fijałkowski wikariusz biskupi 1978–2014
- ks. Krzysztof Wlazło 2014-

### Księża pochodzący z parafii
- ks. Jan Jachym, wyśw. 1966
- ks. Mirosław Kowalski, wyśw. 1989  †2010
- ks. Wiesław Dura, wyśw. 1972
- ks. Grzegorz Dziewulski, wyśw. 1991
- ks. prałat Zdzisław Banul, wyśw. 1979
- ks. Konrad Zawadzki, wyśw. 1999
- ks. kanonik Andrzej Blewiński, wyśw. 1980
- ks. Dariusz Rębecki, wyśw. 2003

### Zakonnicy pochodzący z parafii
- ks. Jan Szkopiecki SDB, wyśw. 1982, misjonarz w Demokratycznej Republice Konga
- ks. Andrzej Anyszka FDP, wyśw. 1989
- o. Norbert Oczkowski OP, wyśw. 2005

### Zakonnice pochodzące z parafii
- s. Józefa Jóźwiak, 1946, Instytut Zakonny Świętej Rodziny z Bordeaux
- s. Teresa Przybyłowicz, 1949, urszulanka
- s. Renata Ryszkowska, 1998, sercanka
- s. Monika Zwierzak, 1998, karmelitanka Dz.J.

## Grupy parafialne
Żywy Różaniec, Rycerstwo Niepokalanej, Chór Dzwon, Kościół Domowy, Bractwo Trzeźwości, Duszpasterstwo Akademickie i Młodzieżowe, Krucjata Eucharystyczna, Mali Pomocnicy Maryi, Zespół Charytatywny, Zespół św. Marty dbający o czystość i wystrój kościoła, asysta, oaza, katecheza dorosłych, absolwenci, Zespół Dobrego Pasterza, Akcja Katolicka, Zespół Obrońców Życia